# 迪克曼角
71°33′S 75°8′W / 71.550°S 75.133°W
迪克曼角（英語：Dykeman Point）是南極洲的海岬，位於亞歷山大一世島西南部，處於貝多芬半島的佩謝半島西北端，由美國地質調查局根據美國海軍的空中照片繪入地圖，現時由南極條約體系管理。